# Stichting Intermobiel
Stichting Intermobiel is een stichting die zich inzet voor jongeren met een lichamelijke handicap op chronische ziekte.
Door middel van het bieden van lotgenotencontact en kennisuitwisseling. Deze kennisuitwisseling richt zich op seksualiteit, zwangerschap en opvoeden met een lichamelijke handicap of chronische ziekte.
Daarnaast behartigen ze de belangen van mensen die zich voortbewegen met een ligrolstoel en mensen die door hun handicap de deur niet of nauwelijks uit kunnen.

## Historie
Steentjens is begin 2001 begonnen met het idee van Stichting Intermobiel uit te werken. Doordat ze zelf het gevoel had overal buiten te vallen, omdat ze bedlegerig was waardoor ze niet naar bijeenkomsten van patiëntenverenigingen en gehandicaptenorganisaties kon. Ze merkte bij vrienden en kennissen die ook huisgebonden waren dat ook zij het gevoel hadden informatie mis te lopen en behoefte aan lotgenoten hadden. Allen konden niet naar bijeenkomsten komen door hun beperkte mobiliteit. Steentjens wilde graag iets betekenen voor jongeren die, net als zij, bedlegerig zijn of slechts beperkt naar buiten kunnen.
Daarom begon ze met het uitwerken van het plan voor een digitale ontmoetingsplaats. Op 27 maart 2003 is Intermobiel officieel een stichting geworden. Vandaag de dag is Stichting Intermobiel een digitale ontmoetingsplaats waar iedereen welkom is ongeacht leeftijd, handicap of ziekte.